# Edificio El Tigre

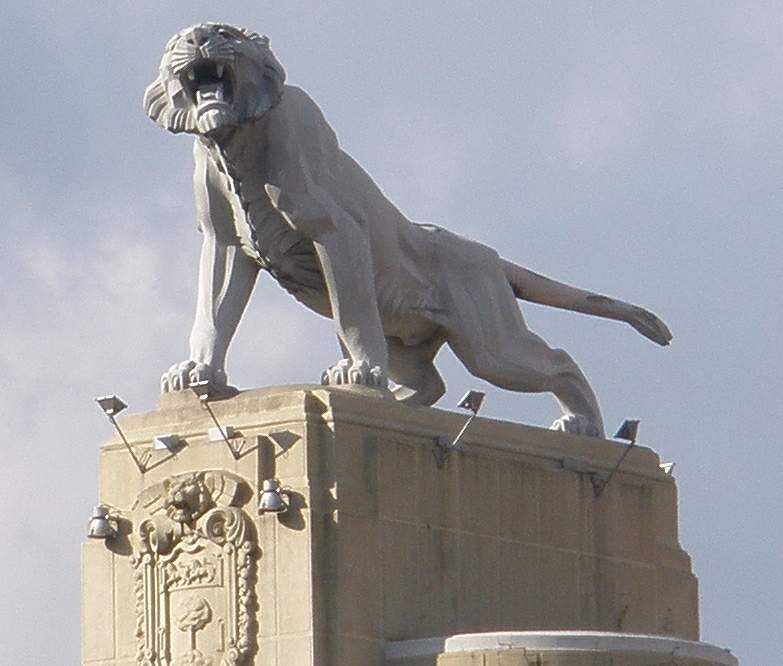
Detalle de la escultura de El Tigre.

El Edificio El Tigre o Edificio del Tigre es un edificio construido en 1940 para la empresa Correas El Tigre en la Ribera de Deusto, en Bilbao, Vizcaya, España. En 1942 se le colocó una estatua de un tigre de hormigón de Joaquín Lucarini.

## Historia
Este edificio fabril, emplazado en la ribera de Botica Vieja del barrio de Deusto, fue diseñado por el arquitecto vizcaíno Pedro Ispizua en 1940. Su finalidad fue alojar la fábrica de correas del industrial Jesús Muñoz Mendizábal.
La fábrica se construyó en el año 1940. Muñoz Mendizábal era dueño de otras fábricas y desde 1933 poseía en este mismo solar un pequeño pabellón. Pocos años después decidió derribar la instalación y construir un nuevo edificio, con la intención de instalar en él sus oficinas y exposición, y alquilarlo a diversas industrias ligeras.
El proyecto inicial de Ispizua se vería modificado a lo largo del tiempo. El edificio finalmente pasó a constar de cinco pisos más el bajo, con muros de hormigón armado y cubierta aterrazada y con dos partes diferenciadas, ocupando un solar en forma de "L" en donde la calle de Rafaela Ibarra se encuentra con la citada de Botica Vieja, en la margen derecha de la ría de Bilbao. La fachada principal es la que da a esta última calle, destinada en origen a oficinas y administración, mientras que la más larga y de corte más industrial quedó relegada a la calle lateral.
Pero lo que distingue al inmueble es la escultura ubicada sobre la torreta en la misma esquina de la "L" del edificio: El Tigre, obra del escultor vasco Joaquín Lucarini.
En la actualidad ha sido reconvertido en bloque de viviendas, habiendo sido restaurada su fachada y totalmente renovada la cubierta.